# 齐利兹
齐利兹，是匈牙利包尔绍德-奥包乌伊-曾普伦州所辖的一个村。总面积9.25平方公里，总人口360，人口密度38.9人/平方公里（2011年1月1日）。